# 강동대로
강동대로(江東大路, Gangdong-daero)는 서울특별시 송파구 풍납동 올림픽대교에서 강동구 둔촌동 서하남 입구를 잇는 왕복 10차선 도로이다.

전 구간이 서울특별시도 제60호선에 해당한다.

## 역사
- 1984년 11월 7일 : 둔촌대로가 강동대로(현 올림픽대교 - 서하남 입구, 3.3 km)로 변경되었다.

## 구간
서울특별시 송파구
올림픽대교 - 풍납중학교 - 올림픽대교 남단
강동구
올림픽공원 북2문 - 둔촌사거리 - 동북고등학교 - 서하남 입구